# 特里日
特里日，是匈牙利包尔绍德-奥包乌伊-曾普伦州所辖的一个村。总面积10.25平方公里，总人口217，人口密度21.2人/平方公里（2011年1月1日）。